# ホクサイと飯さえあれば
『ホクサイと飯さえあれば』（ホクサイとめしさえあれば）は鈴木小波による日本の漫画、および同作品を原作としたテレビドラマ。漫画は『ヤングマガジンサード』（講談社）にて2014年vol.1（創刊号）より連載。
この項では、本作品の前身にあたる『サムライエース』（角川書店）にて連載された『ホクサイと飯』（ホクサイとめし）についても記述する。

## 概要
東京都足立区北千住に一人暮らしする主人公の山田文子（通称「山田ブン」）が、生活の合間に「楽しく」自炊する様子を描く。料理を「作る楽しさ」に重点がおかれたグルメ漫画であり、作中では材料集め、調理の過程やレシピは詳細に描かれるものの、実際に作った料理を食べるシーンは一切登場しない。食べる寸前で終わるか、既に食後となった場面で話が終わる。そのため作者の鈴木小波は、説明しなくても味が容易に判るメニューを中心に選んでいるという。また、ひとり言になりがちな料理シーンの解説役として、“相棒”となるぬいぐるみをツッコミに据え、それと会話する体裁をとっている。
著者の他作品と同じく集中線が使われていない分、見せ場に魚眼レンズ越しのような構図を置くなどの工夫がなされている。『ホクサイと飯』ではスクリーントーンも使用せずに描写されている。
2012年6月より『サムライエース』創刊号より『ホクサイと飯』題で連載スタート。8話分までが単行本1巻としてまとめられたが、10話が掲載された時点で同誌休刊により連載終了。翌2014年より『ヤングマガジンサード』創刊号より『ホクサイと飯さえあれば』題で、事実上の後継作（『ホクサイと飯』の前日譚）として発表が開始された。
ホクサイと飯さえあれば
大学進学のため、実家の千葉県から北千住にある川沿いの借家に引っ越し、ひとり暮らしを始めることとなった山田文子（通称「山田ブン」）。お守り代わりに実家から連れてきたぬいぐるみのホクサイとともに、「楽しく作れるレシピ」で自炊をしながら生活してゆく。
ホクサイと飯
『飯さえあれば』の8年後、漫画家として活動する山田ブン（ペンネーム）。日頃気にしているのは、作品の締切よりも「ご飯」のことである。掲載誌のコンセプトのため、取り上げられる料理は和食に絞られている。
ホクサイと飯 おかわり
『ホクサイと飯』単行本未収録回を収録した同人誌。洋食を取り上げた番外編も併録している。書き下ろしを加え、講談社より『新装版 ホクサイと飯』として2017年1月に出版。

## 登場人物

### 主要登場人物
山田 文子（やまだ あやこ）
通称は山田ブン。大学進学のために北千住でひとり暮らしを始める。人見知りで妄想癖が激しい。食欲旺盛で料理を楽しんで作るが、料理上手というわけではない。大学では美術科在籍。様々な出会いを通じて、次第に自分の「夢」を見つけてゆく。
ホクサイ
ブンの相棒で、ウサギを模したぬいぐるみ。作中における「世界的名作アニメ『ホクサイとフジヤマ』」のメインキャラクター。頭部に兎耳のようなものが3本あるが、うち1本はダミーの耳という設定。幼いころにアニメを劇場で鑑賞して感動したブンが父親に買ってもらっており、大学進学時点で8年が経過している。外出時の携帯用にキーホルダーのミニぬいぐるみもある。「フジヤマ」は富士山形の甲羅をもつ亀のようなキャラクターで、時々登場しホクサイと共に料理の解説をしている。
ブンと会話をする体裁をとっているが、元のキャラクター設定が忍者なので、語尾が「ござる」の時代劇調な喋りをする。

### 『ホクサイと飯さえあれば』登場人物
有川 絢子（ありかわ あやこ）
通称はジュン。東北出身。ブンと同じ大学に通う、コミュ力高めの人物。「料理ができる人」を尊敬している。見た目は幼いがブンよりも年上。教育科在籍で、将来の夢は学校の先生。
柑田川 永太郎（かんだがわ えいたろう）
通称はろーちゃん。ジュンの幼馴染で、高校教師。テレビドラマの熱血教師「金髪先生」に憧れているが、理想と現実のギャップに悩んでいる。編み物部顧問。
凪（なぎ）
ブンの家の裏手にある墓地からやって来る謎の少年。ブンの家に突然上がり込んで以来、たびたび遊びに来るようになる。
高木 山茶花（たかぎ さざんか）
ブンのバイト先である「喫茶山茶花」の女主人。ブンによれば「ギャップビューティー」。椿とは双子。
高木 椿（たかぎ つばき）
「喫茶山茶花」の隣にある「椿写真館」の主人。山茶花とは双子。
益子 寛（ましこ ひろし）
「喫茶山茶花」でブンが知り合う漫画家。描いているのはスプラッタ中心。
戸坂 華子（とさか はなこ）
益子の新人アシスタントで、ブンと同時に採用される。空腹が過ぎると性格が豹変する。後日談にあたる『ホクサイと飯 おかわり』にて先に登場済み。

### 『ホクサイと飯』登場人物
末吉 乙女（すえよし おとめ）
ブンの近所に住む元OL。京都出身。貯めたお金でボロボロの空き家を購入し、「1年は働かずに遊ぶ」つもりで越してくる。料理はまったく出来ず、空き家でなくなったことを知らずに家の庭に入り込んで食材を採集していたブンと知り合ってから、手料理を食べるために時々ブンの家を訪れるようになった。
森生 一（もりお はじめ）
「少年ベータ」の編集部員。同誌で連載するブンを担当している。

## 書誌情報
- 鈴木小波『ホクサイと飯さえあれば』、講談社〈ヤンマガKCスペシャル〉、既刊9巻（2020年3月18日現在）
  1. 2015年4月6日発売、ISBN 978-4-06-382595-4
  2. 2015年11月6日発売、ISBN 978-4-06-382696-8
  3. 2016年4月20日発売、ISBN 978-4-06-382769-9
  4. 2016年12月20日発売、ISBN 978-4-06-382899-3
  5. 2017年7月20日発売、ISBN 978-4-06-510024-0
  6. 2018年1月19日発売、ISBN 978-4-06-510705-8
  7. 2018年7月20日発売、ISBN 978-4-06-512046-0
  8. 2019年3月19日発売、ISBN 978-4-06-514182-3
  9. 2020年3月18日発売、ISBN 978-4-06-518840-8
- 鈴木小波『ホクサイと飯』、角川書店、全1巻
  1. 2013年10月22日発売、ISBN 978-4-04-120865-6
- 鈴木小波『新装版 ホクサイと飯』、講談社〈ヤンマガKCスペシャル〉、全1巻
  1. 2017年1月20日発売、ISBN 978-4-06-382916-7

## テレビドラマ
2017年1月より毎日放送の制作により、TBSをはじめとする同系列局の一部で放送の「ドラマイズム」枠にて放送開始。
第1話（一食目）放送の1週前にナビ番組と上京初日のエピソードからなる「上京・新居飯計画編」が放送された。
2017年1月19日よりNetflixでも配信された。
2020年7月23日より「ドラマ特区」枠で再放送された。MBS放送後のタイミングで、MBS動画イズム、TVer、GYAO!での見逃し配信も実施された。
2017年1月14日にLINE LIVEにて「上白石萌音＆池田エライザ『ホクサイと飯さえあれば』スペシャル」（約58分）が生配信された。2020年再放送後もアーカイブで視聴可能となっている。

### キャスト
- 山田文子 - 上白石萌音[2]
- ホクサイ - 梶裕貴（声の出演）[9]
- 有川絢子 - 池田エライザ[10]
- 柑田川永太郎 - 前田公輝[11]
- 凪 - 桜田ひより[12]
- ブンの母 - 斉藤由貴（声の出演）[13]

### スタッフ
- 原作 - 鈴木小波『ホクサイと飯さえあれば』（ヤングマガジンサード・講談社刊）
- プロデュース - 森谷雄
- 監督 - 宝来忠昭、柴田啓佑
- 脚本 - 土城温美、北川亜矢子[注釈 1]
- 主題歌 - HY「HAPPY」[14]
- エンディングテーマ - GOOD ON THE REEL「小さな部屋」[15]
- 企画・製作プロダクション - アットムービー
- 製作 - ドラマ「ホクサイと飯さえあれば」製作委員会、毎日放送

### 放送日程
| 各話   | 放送日   | 放送日  | サブタイトル                     | 脚本                | 監督     | 備考             |
| 各話   | 毎日放送 | TBS     | サブタイトル                     | 脚本                | 監督     | 備考             |
| ------ | -------- | ------- | -------------------------------- | ------------------- | -------- | ---------------- |
| 零食目 | 1月16日  | 1月18日 | 上京・新居飯計画編               | 北川亜矢子          | 宝来忠昭 | ナビ番組のおまけ |
| 一食目 | 1月23日  | 1月25日 | 変身のサンドイッチ               | 土城温美            | 宝来忠昭 |                  |
| 二食目 | 1月30日  | 2月01日 | 微笑みのミートボールスパゲッティ | 土城温美            | 宝来忠昭 |                  |
| 三食目 | 2月06日  | 2月08日 | 魔法の牛すじカレー               | 土城温美            | 柴田啓佑 |                  |
| 四食目 | 2月13日  | 2月15日 | 恋のかぼちゃクリームドリア       | 北川亜矢子          | 柴田啓佑 |                  |
| 五食目 | 2月20日  | 2月22日 | 幸せのダブル親子丼               | 土城温美            | 宝来忠昭 |                  |
| 六食目 | 2月27日  | 3月01日 | 攻めの味噌煮込みうどん           | 北川亜矢子          | 宝来忠昭 |                  |
| 七食目 | 3月06日  | 3月08日 | 愛のマジカルセルフロールキャベツ | 北川亜矢子          | 柴田啓佑 |                  |
| 八食目 | 3月13日  | 3月15日 | 友情のモチモチ羽根付き餃子       | 土城温美 北川亜矢子 | 宝来忠昭 |                  |

### ネット局
| 放送期間          | 放送日時                     | 放送局         | 放送対象地域   | 備考   |
| ----------------- | ---------------------------- | -------------- | -------------- | ------ |
| 1月23日 - 3月13日 | 月曜 0:50 - 1:20（日曜深夜） | 毎日放送       | 近畿広域圏     | 製作局 |
| 1月25日 - 3月15日 | 水曜 1:28 - 1:58（火曜深夜） | TBSテレビ      | 関東広域圏     |        |
| 1月27日 - 3月24日 | 金曜 1:10 - 1:45（木曜深夜） | あいテレビ     | 愛媛県         |        |
| 2月4日 - 4月8日   | 土曜 1:55 - 2:25（金曜深夜） | 山陽放送       | 岡山県・香川県 |        |
| 2月8日 - 4月5日   | 水曜 1:25 - 1:55（火曜深夜） | テレビユー山形 | 山形県         |        |
| 2月10日 - 4月14日 | 金曜 0:45 - 1:15（木曜深夜） | 熊本放送       | 熊本県         |        |
| 2月11日 - 4月8日  | 土曜 1:25 - 1:55（金曜深夜） | テレビユー福島 | 福島県         |        |